# استفان ژیلی
استفان ژیلی (انگلیسی: Stéphane Gilli؛ زادهٔ ۳۰ آوریل ۱۹۷۴) بازیکن فوتبال بازنشسته و مربی کنونی اهل فرانسه است.